# Albert L'Allemand
 Albert L’Allemand  (Flénu, 20 septembre 1916 - Tournai, 4 février 1993) est un homme politique  wallon du Parti social indépendant.
Albert L’Allemand est d’abord un entrepreneur qui fit fortune au Congo belge dans la construction de préfabriqués et dans les installations portuaires de Matadi. Rentré en Belgique, il met sa fortune au moyen de ses ambitions politiques, il est nommé Bourgmestre « indépendant » de Hyon en 1959, fonction qu’il occupe jusqu’en 1972.
Actif d’abord dans la défense des intérêts belges au Congo et des Belges, notamment les fonctionnaires, rapatriés de l’ancienne colonie alors en pleine agitation, il crée en 1961 le Parti Social Indépendant aux fortes connotations poujadistes et antiparlementaristes. Dans l’arrondissement de Mons-Borinage  pour la Chambre des représentants, le PSI recueille 11,5 % des suffrages lors des élections législatives de 1961, L’Allemand est élu député et le PSI obtient aussi deux conseillers provinciaux dans le Hainaut.
En 1962, il se rapproche du parti libéral en cours de transformation en parti de la liberté et du progrès qui amorce alors son virage à droite et conservateur ainsi que sa mutation « unitariste ».  Le rapprochement fait long feu, le journal socialiste Le Peuple révélant que L’Allemand a été condamné pour faits de mœurs, outrage à la force publique, usage de faux et manœuvres commerciales frauduleuses, ces faits, bien que prescrits ou ayant fait l’objet d’une réhabilitation, poussent les libéraux à refuser l’adhésion au sein du PLP de L’Allemand et de son PSI.
L’Allemand effectue alors un grand virage wallon afin d’attirer notamment les libéraux réticents face aux nouvelles options du PLP, le PSI proposant notamment la création de conseils régionaux à la place des conseils provinciaux.  Toutefois les diverses instances du mouvement wallon, en particulier Wallonie libre et le MPW, resteront toujours sceptiques face à cette conversion du « fasciste » L’Allemand. Les nombreuses alliances que le PSI noue lors des élections communales de 1964 avec des personnalités très à droite connues pour leur unitarisme voire leur nationalisme belge semble prouver l’incohérence idéologique de L’Allemand et de son PSI.
Lors des élections législatives de 1965, L’Allemand n’est pas réélu, son heure de gloire est passée, le PSI s’est effondré, n’obtenant plus qu’un peu plus de 1 % dans l’arrondissement de Mons-Borinage mais il conserve son fief électoral d’Hyon. Lors de la fusion des communes, Hyon est absorbée dans la ville de Mons, L’Allemand présente en 1972 une liste ‘Mons 2000’ qui obtiendra trois sièges, il conservera son siège de conseiller communal jusqu’en 1982.
Selon le professeur Francis Balace le PSI est inclassable à l’extrême-droite, il s’agit du parti d’un seul homme jouissant d’une forte implantation locale mais dépourvu d’une doctrine fixe ; né des rancœurs  causées par l’indépendance du Congo, des inquiétudes d’une frange de la classe moyenne face aux politiques fiscales, économiques et sociales d’un État qualifié de bureaucratique et des craintes face à une Belgique en pleine tourmente communautaire, le PSI était surtout une réaction de cette frange de la classe moyenne (commerçants, indépendants, etc.) contre les partis traditionnels, en particulier le Parti libéral, jugés par celle-ci responsables  de ce « marasme ».